# Cladonia rigida
Cladonia rigida är en lavart som först beskrevs av Hook. f. & Taylor, och fick sitt nu gällande namn av Hampe. Cladonia rigida ingår i släktet Cladonia och familjen Cladoniaceae.  Utöver nominatformen finns också underarten acuta.